# Réfrigérateur connecté

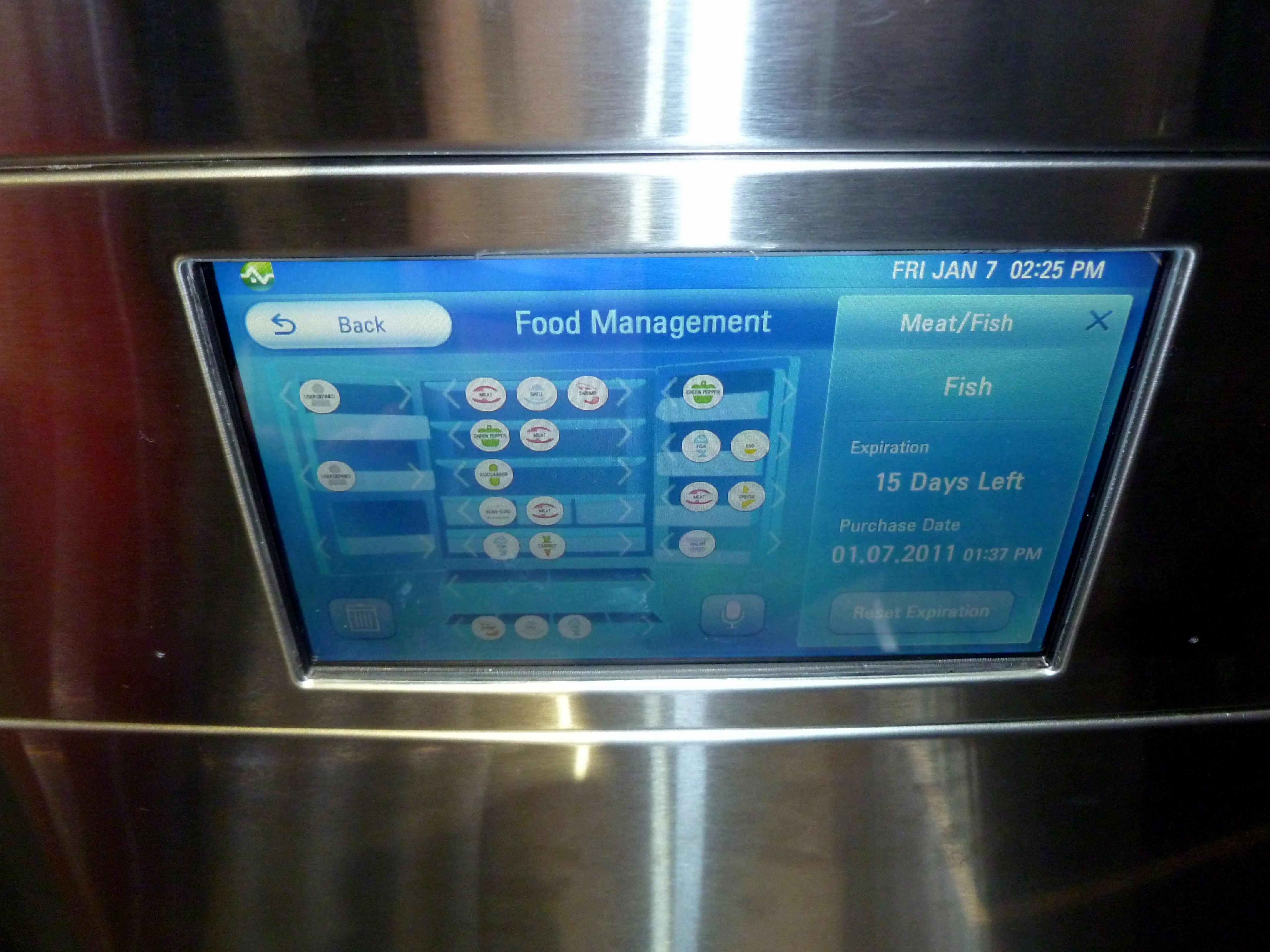
Le réfrigérateur intelligent LG au CES 2011.

Un réfrigérateur connecté (également appelé réfrigérateur intelligent ou réfrigérateur Internet ; en anglais, smart refrigerator ou Internet refrigerator) est un réfrigérateur capable de communiquer avec Internet.
Ce type de réfrigérateur est souvent équipé pour déterminer lui-même lorsqu'un aliment doit être réapprovisionné.

## Histoire

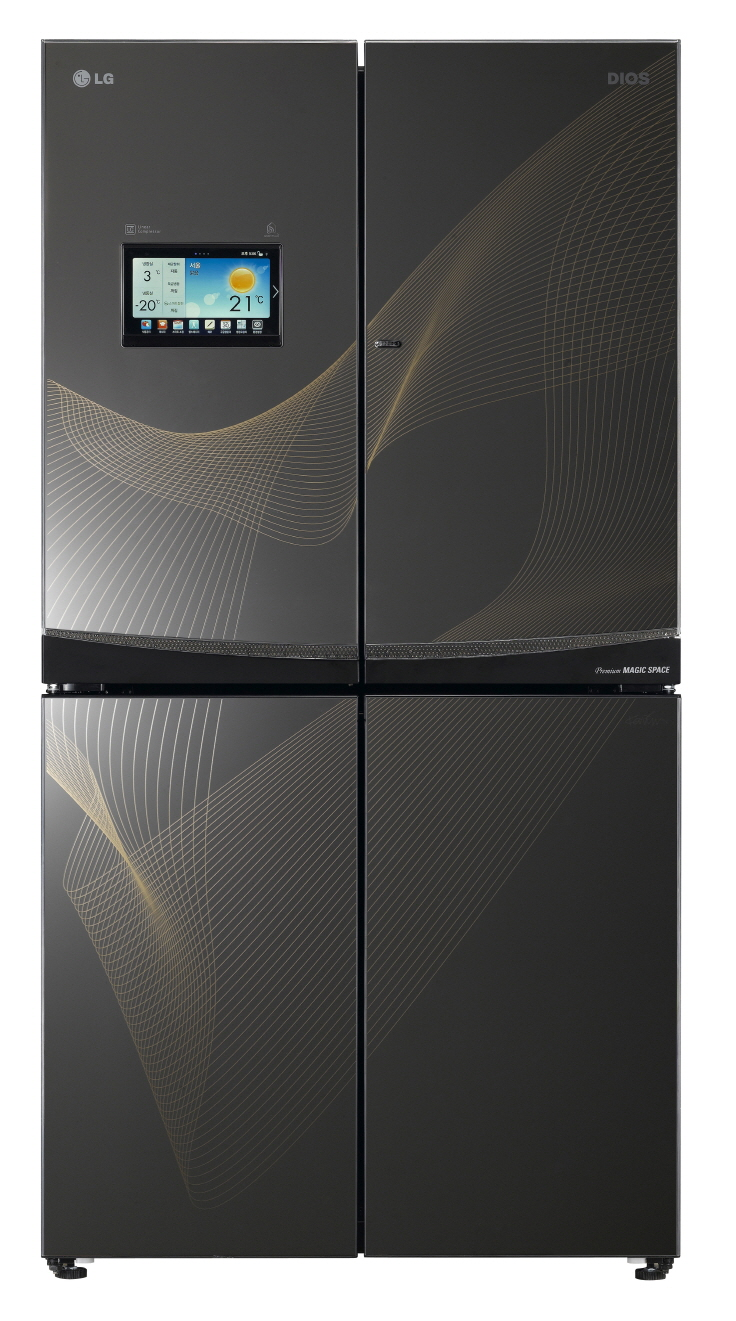
Le LG Internet Digital DIOS, le premier réfrigérateur connecté, commercialisé par LG Electronics en juin 2000.

À la fin des années 1990 et au début des années 2000, l'idée de connecter les appareils ménagers à l'Internet (Internet des objets) a été popularisée et était considérée comme la prochaine grande avancée de l'Internet. En juin 2000, LG Electronics a lancé le premier réfrigérateur connecté au monde, l'Internet Digital DIOS. Ce réfrigérateur n'a pas connu le succès escompté parce que les consommateurs l'ont considéré comme inutile et coûteux (plus de 20 000 dollars).

## Controverses

### Sécurité
En 2000, la société russe Kaspersky Lab a averti que dans quelques années, les réfrigérateurs et autres appareils ménagers connectés à Internet pourraient être la cible de virus informatiques, qui pourraient, par exemple, ouvrir la porte du réfrigérateur au milieu de la nuit. 
En janvier 2014, la société de sécurité californienne Proofpoint a annoncé qu'elle avait découvert un important botnet qui avait infecté un réfrigérateur connecté, ainsi que d'autres appareils électroménagers, et avait ensuite transmis plus de 750 000 pourriels.
En août 2015, la société de sécurité Pen Test Partners a découvert une vulnérabilité dans le réfrigérateur connecté Samsung, modèle RF28HMELBSR. La vulnérabilité pouvait être exploitée pour voler les informations de connexion des utilisateurs de Gmail.

### Soutien
Fin 2014, plusieurs propriétaires de réfrigérateurs connectés Samsung se sont plaints de ne pas pouvoir se connecter à leur agenda Google, après que Google ait interrompu l'API de calendrier plus tôt dans l'année et que Samsung n'ait pas effectué une mise à jour logicielle du réfrigérateur,.

## Culture populaire
Le film de 2000, À l'aube du sixième jour, met en scène un réfrigérateur connecté qui informe Arnold Schwarzenegger que le lait a dépassé sa date de péremption et lui demande de confirmer une nouvelle commande.
Le film de 2004, Et l'homme créa la femme, présente un réfrigérateur connecté qui peut émettre un avertissement lorsqu'il n'y a plus de certains aliments, dans la nouvelle maison de Joanna à Stepford.
Le film Total Recall, sorti en 2012, présente un réfrigérateur connecté recouvert d'un écran tactile qui permet à l'utilisateur de laisser des notes et des messages.
La série télévisée Silicon Valley présente un réfrigérateur connecté qui est acheté par Jian-Yang, après que son vieux réfrigérateur soit tombé en panne dans l'épisode de la saison 4, Le chasseur de brevet. Le réfrigérateur connecté est capable de communiquer au moyen d'une voix masculine amicale et de donner un avertissement si des aliments sont périmés, ce qui dérange suffisamment Gilfoyle pour qu'il le pirate. Dans la finale de la saison 4, Serveur Erreur, grâce à son piratage, le plan de Pied Piper pour le nouvel Internet est démontré par 30 000 réfrigérateurs connectés en réseau  qui créent le nouvel Internet, alors qu'il a piraté en utilisant une partie de leur code, remplaçant son serveur mort, Anton, qui s'est sauvegardé sur un réfrigérateur connecté avant sa mort.